# Еммануель Ебуе
Еммануе́ль Ебуе́ (фр. Emmanuel Eboué; нар. 4 червня 1983, Абіджан, Кот-д'Івуар) — колишній івуарійський футболіст, захисник. Виступав за збірну Кот-д'Івуару.

## Досягнення
«Арсенал»
- Володар Кубка Англії: 2004-05
- Фіналіст Ліги чемпіонів: 2005-06

«Галатасарай»
- Чемпіон Туреччини: 2011-12, 2012-13
- Володар Кубка Туреччини: 2013-14
- Володар Суперкубка Туреччини: 2012, 2013

Кот-д'Івуар
- Срібний призер Кубка африканських націй: 2006, 2012